# Yrjö Sepänmaa
Yrjö Heikki Sepänmaa, född 12 december 1945 i Alavo, är en finländsk estetiker.
Sepänmaa blev filosofie kandidat 1975, filosofie licentiat 1981 och filosofie doktor 1986. Han var assistent vid Helsingfors universitet 1971–1989, forskare vid Finlands Akademi 1984–1994, biträdande professor vid Joensuu universitet 1994–1998, professor i litteraturvetenskap där 1998–2005, därefter professor i miljöestetik där och var även akademiprofessor 2000–2005. Han har främst ägnat sig åt miljöestetiken, bland annat i avhandlingen The Beauty of Environment (1986; andra reviderade upplagan 1993).